# Hua Xia Bank
Hua Xia Bank Company Limited (förenklade kinesiska tecken: 华夏银行, traditionella kinesiska tecken: 華夏銀行, pinyin: Huáxià yínháng) är en kinesisk bankkoncern. Den rankas år 2017 som världens 255:e största publika bolag och Kinas åttonde största bank med tillgångar på nästan ¥2,4 biljoner.
Banken grundades 1992 som en lokal bank i Peking men bara tre år senare blev den en nationell affärsbank.